# Nedoločnik
Nèdolóčnik (ínfinitiv) je nedoločna glagolska oblika, ki se končuje na -ti ali -či (na primer: hoditi, teči). Ob pomožnih in faznih glagolih imajo vlogo povedkovnika (moram povedati, začel je govoriti), redko pa se rabi tudi samostalniško v srednjem spolu (dobro jesti, dobrega jesti). V pogovornem jeziku se pogosto uporablja tako imenovani kratki nedoločnik, ki se končuje na -t ali -č (hočem teč → pravilno hočem teči). Glasovno je enak ali podoben namenilniku, naglas se lahko razlikuje: moram nosíti (nedoločnik), moram nôsit (kratki oziroma pogovorni nedoločnik), grem nôsit (namenilnik); moram spáti (nedoločnik), moram spàt (kratki nedoločnik), grem spát (namenilnik).

## Raba
Nedoločnik ima veliko rab. Kot prosti nedoločnik se rabi:
- namesto samostalnika: Govoriti je srebro, molčati pa zlato. – Imaš kaj piti? (v takih primerih uporaba predloga za ni priporočljiva: Imaš kaj za jesti?)
- namesto velelnika, zlasti za izražanje splošne prepovedi: Ne klepetati!, Ne kaditi!, Nikar sramotiti dobrih ljudi![4]
- za izražanje glagolske vsebine ne glede na čas, osebo in naklon: Bdeti pozno v noč – kje je že to! – Biti človek, pa tako ravnati!
- namesto osebne oblike časovnega ali namernega odvisnika: To videti, so vsi ostrmeli.
- nekoč namesto namenilnika dovršnih glagolov: Šla je požeti pšenico.
- v vprašalnih povedih: Iti ali ne iti na proslavo?
- za zanikanje: Jaz pa koga sramotiti!
- za izražanje potrebe: Če že delati, potem pošteno.
- za čustvenost: Mirno sem ga vprašal, on pa pokonci in vpiti.

Nedoločnik pa se rabi tudi vezano, torej ob tipičnih pomenskih skupinah glagolov in izrazov, npr:
- ob naklonskih izrazih namere (nameravam, imam namen, poskušam ...), hotenja (hočem, želim, mika me ...), nujnosti in potrebe (moram, treba je, čas je ...), možnosti (morem, ne morem, moč je ...), ukazovanja (prepovem, zapovedano je, primoran sem ...) in dopustnosti (imam pravico, dovoljeno je, smem' ....): Poskušam ti povedati, da si odpuščen. – Želim ti povedati, da si odpuščen. – Moram ti povedati, da si odpuščen. – Ne morem ti povedati, ali si odpuščen. – Smem ti povedati, da si odpuščen. – Treba ti je povedati, da si odpuščen.
- ob izrazih za duševno stanje (bojim se, sramujem se, imam navado ...): Bojim se povedati resnico.
- ob izrazih ocene ( splača se, vredno je, lepo je ...): Lepo je biti na morju.
- ob faznih glagolih, torej glagolih, ki označujejo posamezne faze dejanja, zlasti njegov začetek ali pa konec (začeti, nadaljevati, nehati ...): Nehaj se jokati.[4]
- ob izrazih zaznavanja (slišati, videti ...): Slišal sem te peti.
- za pomožnim glagolom biti in vršilcem dejanja ali nosilcem stanja večinoma v dajalniku za izražanje moranja (Iti mi je domov.), možnosti (Še zmeraj je slišati bobnenje.) ali negotovosti (Kam nam je iti?).